# Laghouat
Laghouat (en árabe: El Aghuat‎ (الأغواط) ) es la capital de la provincia homónima, en Argelia, situada en los montes Atlas a 400 km al sur de Argel, en un oasis en el límite norte del Sahara. 
La ciudad fue fundada en el siglo XI. El territorio rindió vasallaje a Marruecos en el siglo XVII y fue ocupado por los turcos en 1786. Fue ocupada por los franceses en 1852. Es una provincia de Argelia desde 1974.
En 2005, la población era de 126.291 habitantes.
Es un importante centro administrativo y militar. Su mercado es conocido por sus trabajos de tejidos, tapicería y sus alfombras.
La ciudad cuenta con una estación meteorológica. Hay depósitos de gas natural y cerca, en Hassi R'Mel, está situada la mayor reserva de gas natural de África.
Continuidad de las protestas en Argelia de 2011, en enero de 2012 Laghouat fue el escenario de nuevas protestas contra el gobierno argelino, impulsadas por los problemas de vivienda, infraestructura, y por el tratamiento de los ancianos por parte de la policía. La policía utilizó gases lacrimógenos para dispersar a los manifestantes.

## Sus apodos
La ciudad y la región en su conjunto han sido nombradas por varios títulos, incluyendo: la capital de la estepa, portal  Al-Sahra, para el legendario Lagwat, la novia del atlas del desierto ...

## Población
Los residentes de la provincia de Laghouat, Laghouat, que rodea el valle de Mazi, remontan sus orígenes a árabes y los bereberes (bereberes), e invadieron Banu Hilal, que apoyó  Los fatimíes y lo alimentaron, tribus Otros de los mismos orígenes en esta región donde establecieron un pueblo llamado "Ben Bouta" como tribus de Dawwada árabe y Awlad Bouziane se establecieron en la región. Laghouat estuvo sujeto a Marruecos a veces  y a los Otomanos en otras ocasiones, luego fue compartido por dos grupos en guerra de los hijos de "Sargins" con orígenes bereberes y los clanes de "Alianza" de ascendencia árabe hasta que Francia se hizo cargo de él 1852 y su unidad entonces  recuperado por Argelia año 1962. Sus residentes trabajan en comercio y agricultura.
Entre los hitos más importantes de la ciudad de Laghouat se encuentran la antigua mezquita, la fortaleza de Sidi El Hajj Issa, su santuario, el casco antiguo y los palmerales, y hubo una época de colonialismo francés catedral y sede de  episcopal desierto.
Esta ciudad tiene más de cien mil ciudadanos, con una población de 170,693 personas, según las estimaciones 2012.
Y esta tabla muestra los resultados de las estadísticas de la ciudad de Laghouat durante la era independiente de Argelia:
| Gráfica de evolución demográfica de Laghouat entre 1977 y 2012 |
|                                                                |

## Ubicación astronómica

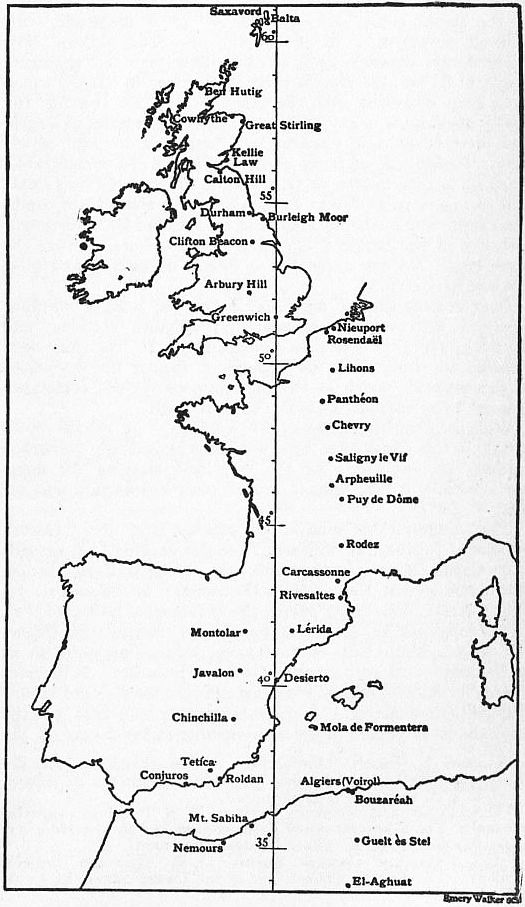
Britannica Figura de la Tierra

Según la Enciclopedia Británica, la ciudad de Laghouat es la primera ciudad que se coordina astronómicamente de acuerdo con Línea de Greenwich. De hecho, cuando se creó la Línea de Greenwich, fue Ciudad de Laghouat junto con Ciudad de Londres Greenwich Son los dos puntos en los que basarlo.

En cuanto a su ubicación astronómica, se encuentra en longitud 2 grados 52 minutos al este y latitud 33 grados 48 minutos al norte. En cuanto a la altura de la superficie del mar, alcanza  750 m en la ladera sur del [[atlas del desierto] del atlas del desierto]].
Y un visitante de la ciudad de Laghouat nota una presencia clara  montañas en la vista panorámica de la ciudad, ya que impone su presencia en la escena diaria de la población.
También destaca en la geografía de la ciudad el Valle de Amzi, que lo limita al este, dejándolo así en el área del Burj Al-Senussi, que es una región campesina. También incluye un barrio residencial en lo que se parece al pueblo, ya que este barrio se cuenta como un barrio de Laghouat, aunque es Está a unos 5 km de distancia debido a  Al-Wadi.

## Ubicación geográfica
Capital de la estepa Laghouat: oasis sur Argelia y lejos de Argel unos 400 km mientras sus huertos y edificios se alinean en la orilla de ”Wadi Amzi  "Que toma su curso desde Jabal Amor al oeste y se dirige hacia este donde lleva otro nombre es" Wadi Gedi "pasando por varios oasis de Ziban hasta que se vacía en  Chott Melrhir.
Y sus antiguos jardines, edificios y mezquitas se extienden a través de un vasto estepa  montañas alto pastos verde.
Está limitado al norte por el municipio de Sidi Makhlouf, al oeste por Tadjemout y  Kheneg, al este por el municipio de El Assafia y al sur por el municipio de Bennasser Benchohra.
La ciudad se eleva sobre Telin, dos ramas de la montaña Tizegraren (que es la última extensión de las montañas del Atlas sahariano). E instalaciones militares, mientras que la sección antigua ocupa el norte colina y aún conserva su carácter y estilo desértico. Y extendió arboledas de palmeras árboles frutas en los lados sur y este y en ambos lados del Valle de Mazi que se llama Wadi Gedi en su curso inferior en las áreas de Biskra, y se construyeron tres presas en este valle para regar los jardines y tierras agrícolas Que produce fechas  frutas verduras y granos. Los huertos le dan al oasis una vista única de su ubicación en la franja donde el desierto se encuentra con el [[desierto] desierto] en el sur, a lo largo de las montañas del Atlas sahariano en la carretera que conecta Argel en el centro África, y el área de las oasis 253 hectáreas, y estos huertos son la razón para llamarlos Laghouat (recolectando godos, lo que significa tranquilizar a la tierra y a la sociedad planta agua), y todos los huertos en Laghouat es una propiedad privada que está fuertemente entrelazada, y se ve interrumpida por caminos rurales entrelazados, la mayoría de los cuales están regados con una red de pequeños canales conocidos como vías fluviales.
La caída de Laghouat en el cruce de  carreteras que se ramifica hacia oeste a  Awlad Sidi El-Sheikh, y sur hacia  Mazab y ( Ouargla), a Este hacia al-Ziban (Biskra), y Norte hacia Orán y Constantina convirtiéndolo en un centro comercial Importante.

### La distancia entre Laghouat y las ciudades argelinas
La siguiente es la tabla de distancias en km entre la ciudad de Laghouat  y de ciudades argelinas:
|          | Argel | Orán | Constantine | Adrar | Tamanrasset | Ouargla | Annaba | Tlemcen | Bechar | Biskra | Tuggurt |
| -------- | ----- | ---- | ----------- | ----- | ----------- | ------- | ------ | ------- | ------ | ------ | ------- |
| Laghouat | 400   | 515  | 545         | 1042  | 1600        | 400     | 712    | 545     | 666    | 386    | 430     |

## Clima
Semi-continental se caracteriza por calor verano y frío invierno con fuertes nevadas durante los meses de diciembre y enero. Con nevadas en algunas áreas con una altura superficial de mar 800 metros.

### Riqueza del agua

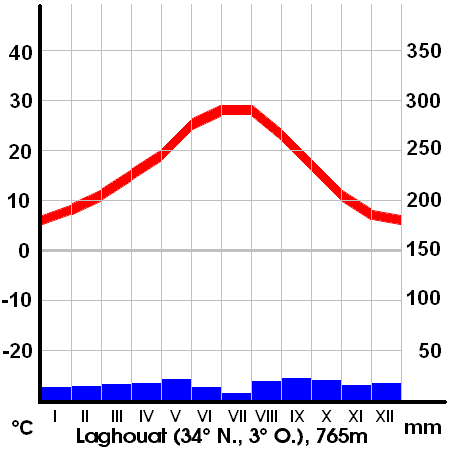

La lluvia cae en esta región de forma irregular, con una tasa anual promedio (180 mm) anualmente, con sequías severas que ocurren en algunos años.
Además, algunas dunas de arena están soplando en la ciudad de vez en cuando, durante los años de sequía, lo que llevó a la formación de algunas dunas de arena fuera del lado norte. Con el logro del cinturón verde alrededor de la ciudad, especialmente en las áreas del norte y noroeste.
La ciudad depende principalmente de sus necesidades de agua potable segura en las aguas subterráneas disponibles en la región en abundancia, especialmente con la presencia de la presa subterránea más grande de África en la región cercana de Tadjemout, que es un patrimonio colonial.
Aunque el "Valle de Amzi" pasa a través de la ciudad, sus aguas están totalmente sin explotar, ya que representa un peligro real cada invierno para los agricultores de la región cercana de Townzah debido a las inundaciones que causa cada vez que llueve porque no hay represas en su curso.
.

## Historia de la ciudad
Como lo muestran algunos  dibujos en piedra que datan de la Edad de Piedra de 9 a 6 mil años antes de Cristo, estos monumentos se extienden por varios municipios y los pueblos que rodean la ciudad, como Sidi Makhlouf, Hasabiyya, Al-Milaq, Rakusa,  Al-Huwaita.
Los datos  climática planta terreno para Laghouat, tal como contribuyó a la presencia de humano pre - historia ha traído consigo el antiguo desplazamiento tribal y esto es lo que muestra las construcciones arqueológicas del período romano y bizantino que fueron tomadas como fortificaciones y torres de vigilancia para rastrear algunos de los movimientos opuestos de Reino de Numidia o Byunolia (la designación geográfica del Sur en la historia antigua) tanto en Tadjemout como en  Al-Huwaita.
Y los historiadores informan que esta ciudad es un antiguo comienzo con los primeros datos de la región de Getulia desde la era  Romano hasta conquistas islámicas, estos barrios habitaban la tentación de la tribu perteneciente a los adúlteros, y este último se negó a someterse a los poderosos bizantinos, a pesar de la presión, no se convirtió al cristianismo. [cita requerida] Sin embargo, la historia de los documentos no especificó exactamente cuándo se estableció, y es más probable que el comienzo del asentamiento humano en este lugar se remonta a la antigüedad para proporcionar las condiciones necesarias para la vida del agua y las tierras agrícolas y una ubicación invencible, y esto se evidencia por el efecto que los bereberes dejado en la región como las palabras que aún circulan. La meseta en la que se encuentra la ciudad vieja se llama Tizgrarin, y por los nombres de las fechas conocidas como el oasis, encontramos: Tadala, Tizout, Timgouhret.

### Laghouat durante el dominio otomano

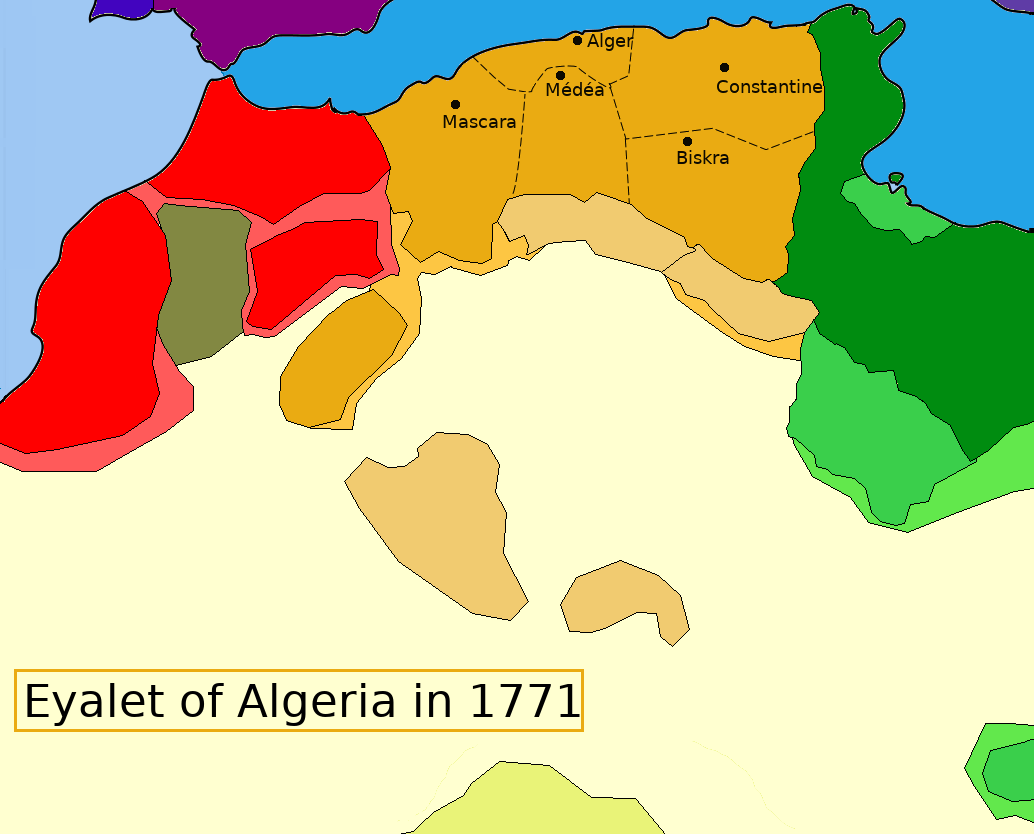
Argelia el otomano en 1771

En esta etapa de la historia de Argelia en general, y de la historia de Laghouat en particular, se sabía que la región tenía interacciones entre los gobernantes  Otomano y la autoridad del sultán marroquí. En la era de los arándanos que estableció Hayreddin Barbarossa a principios del siglo XVI AD, la autoridad de los ciervos argelinos se extendió hasta que Laghouat es parte del "Baylik Al-Tatiri" organizado por Hasan Pasha Ibn Khair al-Din, y le fue designado en 1548 CE por Rajab Bey como la primera Bahía de Tártaro y su capital Medea.
Durante el reinado de "Youssef Pasha" (1647-1650 DC), el marroquí Sultán, "Moulay Mohamed", controló Tlemcen, Oujda, y su control llegó hasta Aïn Madhi El Laghouat, que estuvo sujeto solo a un período temporal, que llevó a la llegada del Sultán  Marroquí, “Moulay Abd al-Malik” él mismo en 1708 AD, y sometió a la ciudad a una amarga lucha.
Para el año 1727, Laghouat volvió a la autoridad de los otomanos después de la intervención de los ejércitos medianos de "Shaban Zanaghi", que impusieron a la ciudad un impuesto anual estimado en setecientos (700) riales.

### ocupación francesa

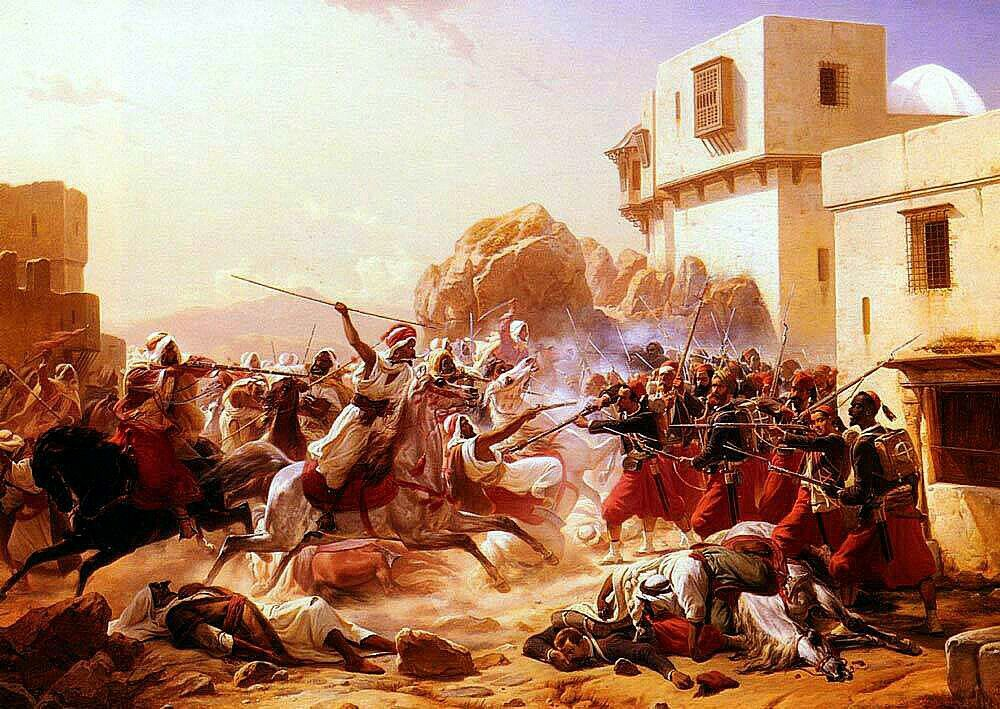
Argelia - Danés pintor Niels Simonsen (1807 - 1885), óleo sobre lienzo, Título- La última pelea (Batalla de LAGHOUAT)

Laghouat ha conocido etapas de la popular resistencia Emir Abdelkader, Al Nasser Bin Shohara. De esto último, no se ha escrito mucho. Pero lideró el  resistencia en Laghouat, que fue considerado por un portal para que Francia cruzara el desierto hacia África, Francia dudó mucho en invadir Laghouat, por lo que envió una guarnición en mayo de 1844. Un luchador descubrió su comando por el Emir de  Resistencia en Desierto, Al-Nasser bin Shorah, y él la aniquiló desde el último, un título de Francia, Baltham o Al-Rogy, porque no encontró una foto para él durante toda su vida hasta se fue a Siria y murió allí.
Este incidente hizo que Francia tomara conciencia del peligro del desierto, y preparé una campaña disciplinaria para él en 1852, dirigida por el General Preci, General Marimoush y  General Joseph Parsnanti y Laghouat estaban rodeados de imágenes de 3 km de largo, seguidas de los castillos de la torre [?] Este y Oeste, y la fortaleza de Sidi Abdullah, ver fotos 1, 5 metros de altura, 4 metros, cuatro puertas y 800 ranuras hechas para fines militares en el interior. Varias casas, estimadas en 40, y oasis de palmeras centrados por Wadi al-Khair, ahora han desaparecido.
Hubo una resistencia exitosa. De 181 a 1852, si no hubiera sido por la lucha de la población, un conflicto entre Hamida y al-Sebaisi sobre el general Marimoush con quien el jeque Ahmed bin Salem acordó que ejércitos franceses no entraría en Laghouat a cambio de la pago de un tributo representado en un impuesto anual hasta el 28 de agosto de 1844 CE, y estalló la resistencia Antes del ataque francés directo, esto fue confirmado por el Profesor "Atallah Talbi", director de  Museo del Mujahid [?] En Laghouat, de acuerdo con  French informes que no estaban dispuestos a invadir Laghouat.
Francia se preparó bien para atacar a Laghouat, liderada por Buscarene, Ladimir, Marimoush y Joseph Price, quienes enviaron a cuatro soldados advirtiendo a los habitantes de Laghouat que entreguen la ciudad , por lo que juraron morir bajo sus muros, por lo que mataron a dos de los cuatro soldados, y el 4 de diciembre de 1852, se anunció una coalición del tercero generales, y se emitió una alerta en el norte Argelia para golpear a los Laghouats. Con una acumulación militar de 7.375 soldados, además de los Caballeros de Hamza, un agente francés y Sidi al-Sheikh, a 1.200 en los distritos Berriane del sur, ellos rodeó la ciudad.

## El lado cultural de la ciudad de Laghouat

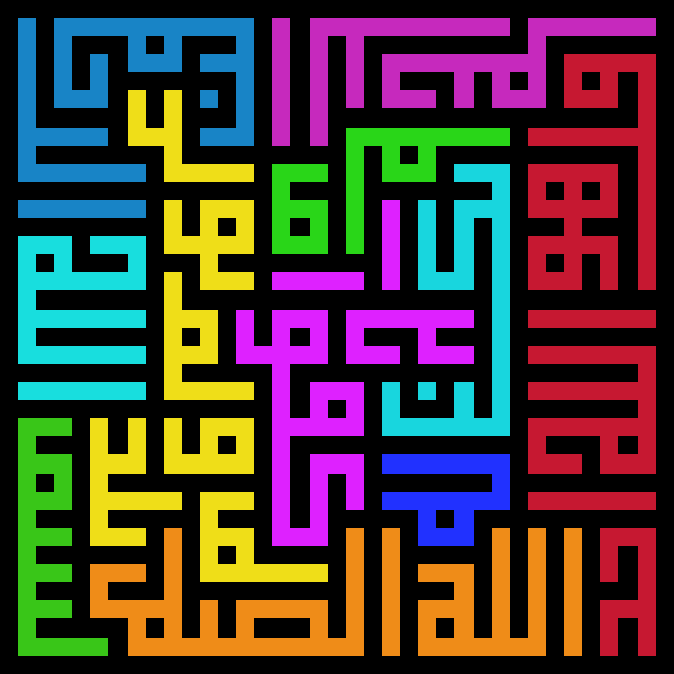
imagen de fidelidad en escritura cúfica

Desde principios de este siglo, y con la llegada de algunos de los reformadores como periodista y escritor, Omar Bin Kaddour, el dueño de la revista Al-Farouq, Muhammad Al-Asimi y Dahman Bin Al-Sasi, y el establecimiento de algunos de los reformadores de esta ciudad. Una organización de caridad en el año 1920 vigiló la apertura de una escuela para la educación, donde abrió en 1922 bajo la dirección de Saeed Al-Zahrawi y luego Sheikh Al-Allama, Faqih, historiador y escritor Mubarak Al-Mili.
Donde fue la fortuna de esta ciudad venir y sus efectos en Laghouat, escribió un libro Argelia en lo antiguo y lo moderno, así como otros libros y su composición para una generación que continuó su camino reformista como el jeque . El jeque Ahmad Qusayba El jeque Abdul Qadir Karash El llamado Hajj Jalloul y el jeque Hussein Bin Zahia y el jeque Atta Dios es como yo. El mártir es el jeque. Ahmed Shata.
Esta generación, a su vez, fue energizada por sus miembros de la Asociación de Eruditos Musulmanes Argelinos en la región, y continuaron su viaje educativo en el que cientos de jóvenes imbuidos de espíritu patriótico y cultural salieron de sus manos Árabe  Islámico Fueron los primeros en establecer el equipo Movimiento Scout Islámico a nivel nacional (Regimiento de Esperanza), además de varios clubes culturales y equipos musicales y deportivos que operan en el marco de los movimientos nacionales.
- En los últimos años, Laghouat fue testigo de un movimiento cultural representado en interés de las nuevas generaciones en caligrafía árabe y decoración árabe a través de la celebración de foros y reviviendo demostraciones artísticas para alentar a los pioneros de este auténtico arte a continuar el viaje y la creatividad en él, donde se organizó un foro nacional para los calígrafos argelinos más hábiles y limitado a 15 nombres Ganó premios internacionales, además de los nombres que obtuvieron los primeros puestos en las competiciones nacionales, donde trató de avanzar en esta élite, que recibió grandes premios, y organizó una exposición para esta élite de calígrafos, que incluyó intervenciones y talleres en un foro organizado en la Universidad de Laghouat y recibió una gran participación. Los estudiantes, el público y los profesores lo ven. La actividad también incluyó talleres de capacitación para niños pequeños a nivel de la Casa de la Cultura en Laghouat 35-49 & catid = 37: 2009-04-13-14-10-45 & Itemid = 41.

### Arte andaluz
Según la opinión de los críticos de arte más destacados de Argelia, una cuarta escuela para este arte antiguo después de la Escuela de Trabajo de la Capital y la Escuela de Granati ( Al-Hawzi) Tlemcen y la Escuela de Malouf Constantina. El difunto Al-Rai Malik  Uno de los pilares de este arte en Argelia Este arte en la ciudad de Laghouat representa varias sociedades, entre las que destacan la asociación de jarrones y la asociación Thuraya y el coro artístico de la ciudad de Laghouat.

### El arte de Dibujo de arena
- sand blasting art o drawing sand blasting es un arte que pertenece a  artes plásticas, y la ciudad de Laghouat es la cuna de este arte en Argelia y en  El mundo igual. Ha sido la aparición de este arte en la ciudad de Laghouat desde finales de los setenta y principios de los ochenta del siglo pasado (1979 - 1980) por el Sr. Al-Taher Jadid, considerado el padre espiritual de este arte, entonces este arte comenzó a extenderse .

## Tradicional y artesanal

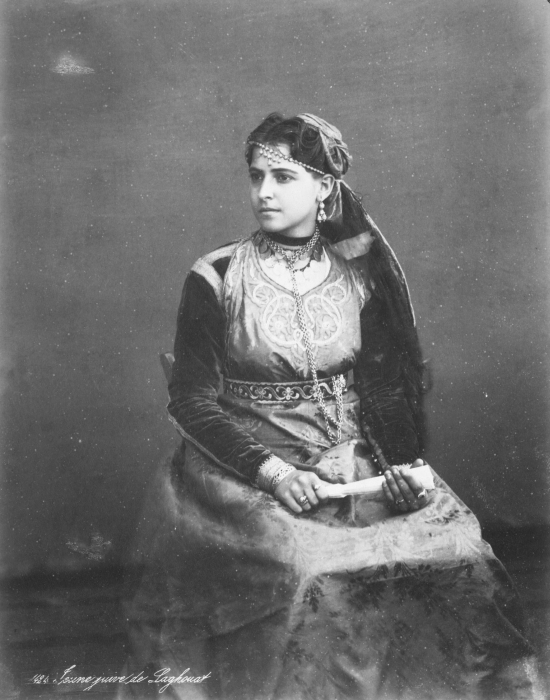
mujer aborigen en vestimenta tradicional (1889)

Desde la ciudad de Laghouat desde sus inicios como centro cultural se encuentra en el corazón de la estepa del desierto y se encuentra en una tierra campesina, lo que hizo que reuniera a la civilización y los beduinos, y dado que  humano desde la antigüedad busca adaptarse, adaptarse e interactuar con su entorno, tomando Una oferta que se deriva de ella  materias primas formulada de acuerdo con las formas técnicas y de ingeniería para lograr propósitos prácticos, y expresa en ellos sentimientos humanos y aspiraciones artísticas y espirituales  residentes. La ciudad de Laghouat, por supuesto, no se desvía de esta regla civilizada, ya que los encontramos en diferentes Su producción y artesanías auténticas dependen principalmente de los materiales locales que suministran. M su entorno y su tierra, ya se trate de materiales agrícolas o animales, sus árboles y palmeras les proporcionan materiales que hacen para satisfacer sus necesidades en una variedad de formas y herramientas, desde las cuales hacen techos de casas y paneles y equipos de puertas textil como partes de telares (diferentes) y herramientas agrícolas , Ya que su tierra y piedras les proporcionaron las materias primas para fabricar ladrillos construcción y para hacer yeso y cal por medio de hornos que se erigieron en las afueras de ciudad hasta hace poco como animales que Está rodeado por el desierto estepa que los rodea, proporcionándoles materias primas. En varias de cuero y textil. En cuanto a las industrias metalúrgicas, sus materiales primarios provienen de áreas que proporcionan para fabricar  materiales ferrosos cobre y adornos. Si queremos clasificar las industrias artesanales y tradicionales conocidas en la ciudad de Laghouat, entonces suministramos lo siguiente:
- Textiles:

Y se divide en textiles especiales vestido y el más importante de ellos Pirineos que están hechos de lana o  pelusa. Además, algunos tipos de ellos se combinan entre lana seda o solo seda, que se llama (Al-Barnus [[seda] | seda]]) con diferentes formaciones en las que el textil persa .
Del mismo modo, las kandoras están hechas de los mismos materiales, y hay madera (jellaba), que a menudo está hecha de lana. Se trata de un  niños ropa bobble, que se llamaba zarqada o Zarquta. Y para textiles para el hogar, y Laghouat fue famoso en el pasado por sus ejemplos, que incluyen:

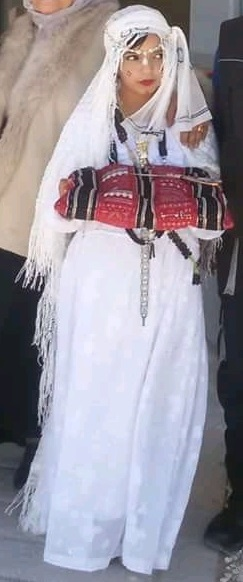

- El tejedor : que se usa como colchón o funda y generalmente tiene rayas de color y algunas veces está tachonado de algunas formas.
- Al-Jarbi: , un tipo similar al anterior en términos de tamaño, pero desaparece de él en abundancia de motivos y formas, más sofisticado, artístico y más caro.
- Alfombra : es variada, y los dedos de los tejedores textiles han creado abluciones en este campo, y han demostrado un notable ingenio en la producción de alfombras numeradas, es decir, decoradas con diferentes formas e imágenes con indicaciones y símbolos que revelan la necesidad de un estudio que revele sus secretos y símbolos.

Hay otros tipos de textiles que son más pequeños que las almohadas y las bolsas ... todos los cuales están endulzados color y formas, pero desde los años cincuenta estos textiles antiguos comenzaron a declinar en favor de otros tipos importados desde adentro Argelia o desde afuera como los previstos de origen persa oriental.
- Industrias del metal: El más importante de los cuales es el herrero tradicional, que satisfizo la mayoría de las necesidades de la gente de la ciudad y su valle con diversas herramientas, ya sea para uso doméstico como cuchillos y machetes ... o para uso agrícola de varios tipos u otros usos artesanales e industriales como herramientas textiles y otros ... .

Fue en Laghouat hasta hace poco que varios talleres de herrería trabajaron en formas y medios de imitación antes de la aparición de los herreros modernos dependientes de las herramientas Electricidad y el logro de sus diferentes artefactos de los artefactos antiguos.
También recordamos que algunos fabricantes solían fabricar y reparar algunas armas y arreglarlas en particular, cosiendo: y antes de la difusión de  ropa, el confeccionado era una artesanía popular debido a su gran demanda, ya sea para coser  ropa tejidas a mano o tejidas a mano Industrialmente, la  calles y los pórticos estaban llenos de sastres, expertos en detallar los diversos vestimentas tradicionales, y tenían dote después de  ocupación los franceses en detalles y costura según [[estilos] ]] Europeo, y solo quedan unos pocos.
- Industrias del cuero: Los Agaites heredaron, hasta hace poco, varias industrias en esta área, entre las cuales mencionamos:

La fabricación de zapatos para hombres y mujeres, incluido lo que se llamó viento Al-Sabbat, suelas, idioma, sándalo, Al-Tazmma (botas), calzas y reposaderas (calcetines de cuero para caballeros) se hicieron con diferentes calidades y niveles.
Incluyendo la fabricación del bulto, es decir, cuero bordado con hilos de oro y plata, y a menudo se usa en la cubierta de la guarnicionería y en latas de pólvora (alabbar) y billeteras de dinero y otras industrias finas que desafortunadamente han dejado de existir desde finales de los años cincuenta, después de que Baghouat era una calle importante llamada Alley of Partnership (fabricantes de productos de cuero) Los suyos
Hay esperanza para algunos signos e iniciativas que surgen de algunos jóvenes ansiosos por revivir estos oficios si encuentran aliento y ayuda.

## Hoteles urbanos
Este sector todavía está muy subdesarrollado en la Provincia, a pesar de la importancia que le da a traer turistas y hoteles extranjeros que no están a la altura de las aspiraciones del visitante. El mejor de estos hoteles no excede la calificación de 3 estrellas, para esto la Provincia está completando una serie de hoteles de 4 estrellas que se abrirán pronto.
A continuación mencionamos una serie de hoteles existentes:
- Hotel Marhaba
- Beni Hilal Inn
- Hotel del desierto
- El Hotel Seychelles
- Al Bustan Hotel
- Rania Hotel
- Al Hanaa Inn

Aunque esta región abunda en una variedad de calificaciones naturales, usted encuentra montañas valles, mesetas, llanuras dunas arenosas,  y bosques y estepas en un área pequeña y limitada además de la variabilidad Clima Laghouat es conocido por su clima fluctuante. Algunos lo llaman la ciudad de las cuatro estaciones, y esta es una propiedad rara donde vives en un día más de dos temporadas. Esto se debe a la diversidad del terreno, pero turismo está ausente de la región, Falta de interés en este sector.
También es famoso por su agua mineral potable, que se conoce como agua lechosa, que refleja la exitosa inversión extranjera en la región donde la fábrica está dirigida por una empresa española.
- "Torre Tizgraren": La Torre Tizgraren en Laghouat es considerada una de las atracciones turísticas más importantes para la ciudad de Laghouat, y su construcción se remonta a un año 1857, y fue construida después de cinco años de colonizar la ciudad, y después de una larga resistencia, dos tercios de la población de la ciudad fueron destruidos. Laghouat

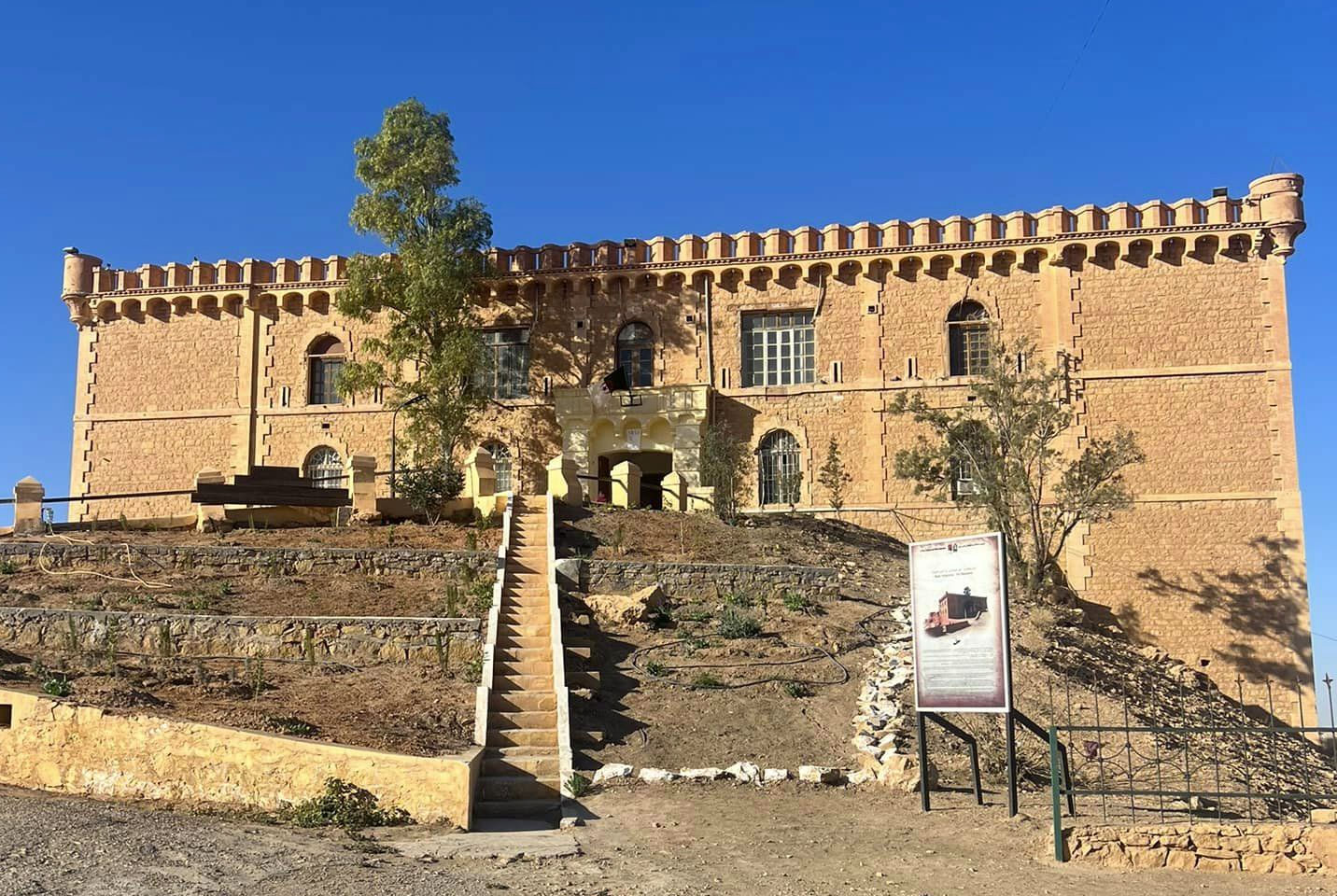
Torre Tizgraren o Fortaleza de Bouscaren

Esta torre se encuentra en una ubicación estratégica única, fue construida en el lugar más alto de la ciudad y con una arquitectura urbana con un carácter desértico. También se llama Torre Tizgraren o Torre Buskaran, por el general que fue asesinado dentro de la torre después de que un infiltrado de los residentes del área se infiltró. La Torre Tizgrarin fue creada para ser utilizada como base militar para planificar y dirigir a los ejércitos franceses hacia la colonización de otras áreas de Argelia.
Esta estructura contiene cuatro alas, y una gran plaza que contiene la tumba del general Buskaran, además de catacumbas especiales para torturar a los muyahidines, todavía son testigos de períodos de tiempo difíciles que pasaron a través de ella, y desde afuera de la torre hay un camino especial para los autos dibujados, que conectan el centro de la ciudad de Laghouat con la parte superior de la torre, además de un camino de proveedores. Con una escalera para los soldados franceses, y en el año 1958  colonia francesa construyó un gran tanque de agua a manos de los soldados alemanes, detenidos en este cuartel para proporcionar agua potable a los residentes de la ciudad.
En los últimos años del colonialismo, la torre se convirtió de un cuartel militar a un hospital militar especializado en el tratamiento del asma y las alergias para tratar a los soldados, y con [Argelia]] su independencia, esta torre fue explotada debido a su ubicación estratégica única, por varios departamentos administrativos y de seguridad, para ser recuperada Año 2011 y siendo una atracción turística, abre sus puertas a todos los visitantes motivados por la curiosidad por descubrir este distinguido monumento turístico.